# Batalha de Satala (530)
A batalha de Satala foi travada entre as forças do Império Bizantino lideradas pelos generais Doroteu e Sitas e as forças do Império Sassânida lideradas por Mermeroes no verão de 530 próximo de Satala na Armênia bizantina. O exército persa aproximou-se da cidade e sitiou-a, quando foi atacado na retaguarda por uma pequena força bizantina.
Os persas voltaram-se para confrontá-los, mas foram então atacados pelo exército principal que estava no interior da cidade. O ataque intenso dos bizantino levou à perda da bandeira do general persa, o que causou pânico nos invasores, que retiraram-se.

## Antecedentes
Na primavera de 530, o ataque persa na Mesopotâmia fracassou com a derrota na batalha de Dara. Ao mesmo tempo, contudo, ganharam terreno no Cáucaso, subjugando o Reino da Ibéria e invadindo Lázica. O xá sassânida, Cavades I (r. 488–496; 499–531), decidido a tomar vantagem disso, enviou outro exército contra as províncias armênias do Império Bizantino. Para esta missão escolheu o general Mermeroes. Mermeroes começou a reunir suas forças próximo da fortaleza fronteiriça bizantina de Teodosiópolis (atual Erzurum). Segundo Procópio de Cesareia, seu exército era composto principalmente por soldados leves da Armênia e sunitas do norte do Cáucaso, bem como 3 000 hunos sabires.
Os comandantes bizantinos eram Sitas, que havia recentemente sido promovido de mestre dos soldados da Armênia para mestre dos soldados na presença, e seu sucessor do posto anterior, Doroteu. Tão logo que souberam dos preparativos persas, enviaram dois de seus espiões para o campo deles. Um foi capturado, mas o outro retornou com informações que permitiram os bizantinos lançarem um ataque surpresa ao campo persa. O exército persa dispersou com algumas baixas, e após saquearam o acampamento deles, os bizantinos retornaram com sua base.

## Batalha
Após Mermeroes terminar de reunir seu exército, contudo, ele invadiu o território bizantino. Ignorando Teodosiópolis, dirigiu-se para Satala e estabeleceu campo a alguma distância dos muros da cidade. As forças bizantinas, aproximadamente metade dos efetivos persas segundo Procópio, não lutou com ele. Sitas, com 1 000 homens, ocupou as colinas em torno da cidade, enquanto o grosso do exército bizantino permaneceu dentro dos muros com Doroteu. No dia seguinte, os persas avançam e começam a cercar a cidade, preparando-se para sitiá-la. Nesse ponto, Sitas avança das colinas com seu destacamento.
Os persas, ao avistarem muita poeira sendo levantada e pensando tratar-se do principal exército bizantino, rapidamente reagrupam suas forças e encontram-os. Doroteu então liderou seus homens para atacar a retaguarda persa. Apesar de sua posição tática ruim, o exército persa resistiu efetivamente devido a seu número superior. Em algum momento, contudo, o comandante bizantino chamado Florêncio dirigiu-se para o centro do exército inimigo e pegou o estandarte de guerra Mermeroes, causando pânico entre as fileiras persas que começaram a retirar-se do campo.

## Rescaldo
No dia seguinte, os persas partiram e retornaram à Armênia, não molestados pelos bizantinos, que estavam satisfeitos com sua vitória sobre um exército muito maior. Esta vitória foi um grande sucesso para o Império Bizantino, e foi seguida pela deserção de alguns chefes persas de origem armênia (os irmãos Arácio, Isaque e Narses), bem como pela captura e rendição de algumas fortalezas importantes como Bolo e Farângio. Negociações entre Pérsia e o Império Bizantino recomeçariam após a batalha, embora foram infrutíferas, levando ao reinício das hostilidades na primavera de 531, com a campanha que levou à desastrosa batalha de Calínico.